# カリバチ

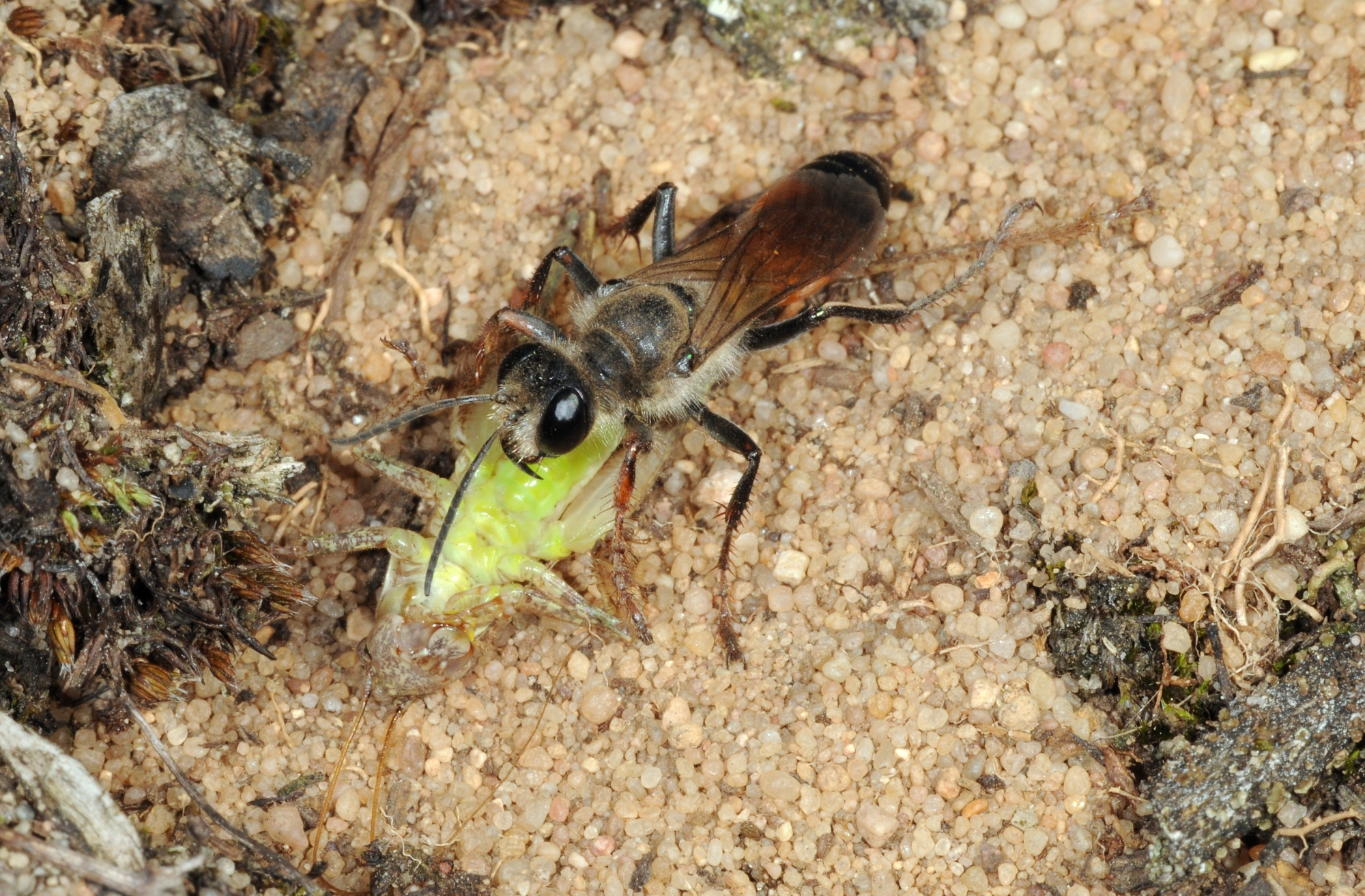
狩りバチの一種

カリバチ、狩りバチ、カリウドバチ（狩人蜂）とは、刺針を使って幼虫の餌とする獲物を狩る習性を持つハチの総称。広義には概ねハチ目有剣類のうち、ハナバチ類とアリとセイボウ上科を除いたグループに相当する。英語ではhunting waspと言う。「Wasp」がカリバチと訳されることもあるが、含まれる分類群の範囲が厳密には異なる（後述）。
狭義には、昆虫やクモなどの獲物に針で麻酔をかけ、適当な場所に運搬して産卵し、孵化した幼虫はその獲物を食べて育つ（または、巣を作って産卵してから、獲物を狩る）、という生態上の特徴を持つハチを指し、主にベッコウバチ科（＝クモバチ科）、アナバチ科、ギングチバチ科、セナガアナバチ科、スズメバチ科（ドロバチ亜科）が該当する。寄生バチとの相違点は、幼虫の餌となる宿主を運搬するか否かである。獲物の運搬の仕方も種ごとに決まっている。またカリバチの獲物への麻酔の効果は持続的でハチの巣の中でも不動状態であるのに対し、寄生バチによる麻酔は多くの場合一時的で、麻痺から覚めると再び元の生活に戻る。英語ではこれらも含めてParasitoid waspとして扱われ、（狭義の）狩りバチの産卵形態も一種の寄生と見做される（Parasitoid waspを直訳すれば「捕食寄生バチ」となるが、日本語ではそのように言わない）。
大きな巣を作るスズメバチやアシナガバチは、獲物を捕獲するとその場で噛み殺して肉団子にして巣に運び幼虫に与える。これらの家族生活するカリバチは社会性カリバチと呼ばれる。

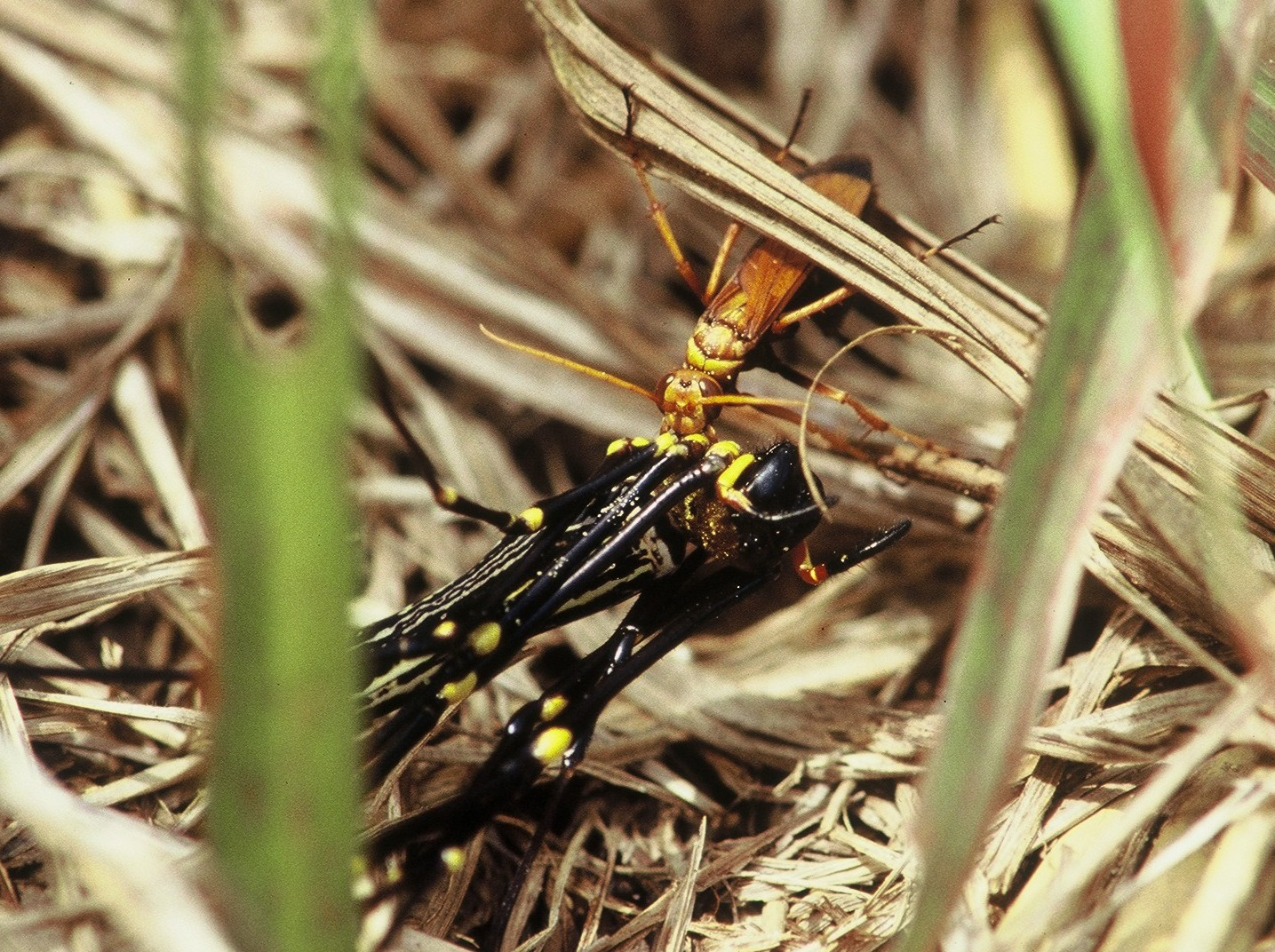
オオジョロウグモを運ぶクモバチ
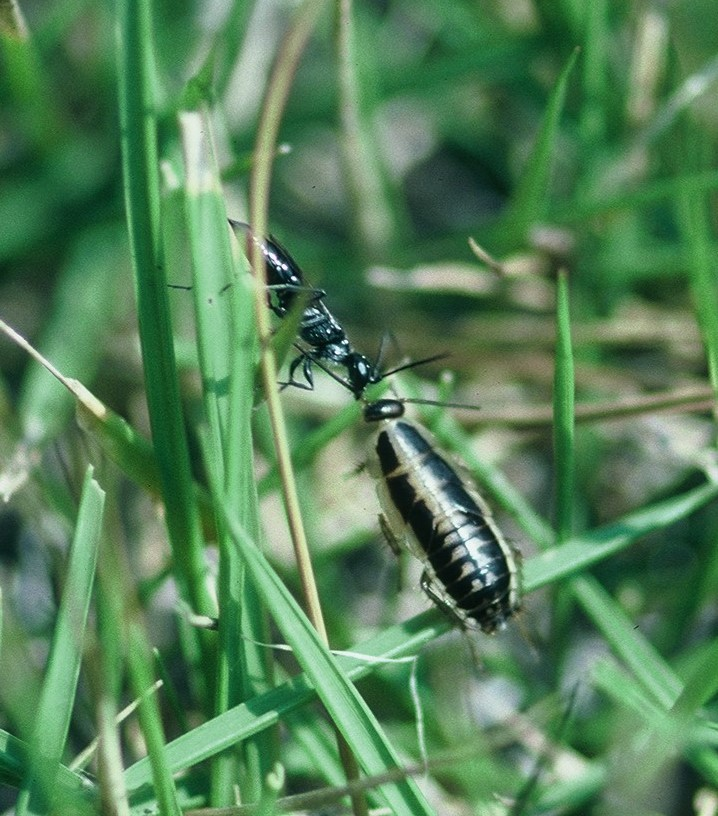
ゴキブリを引きずるアマミセナガアナバチ
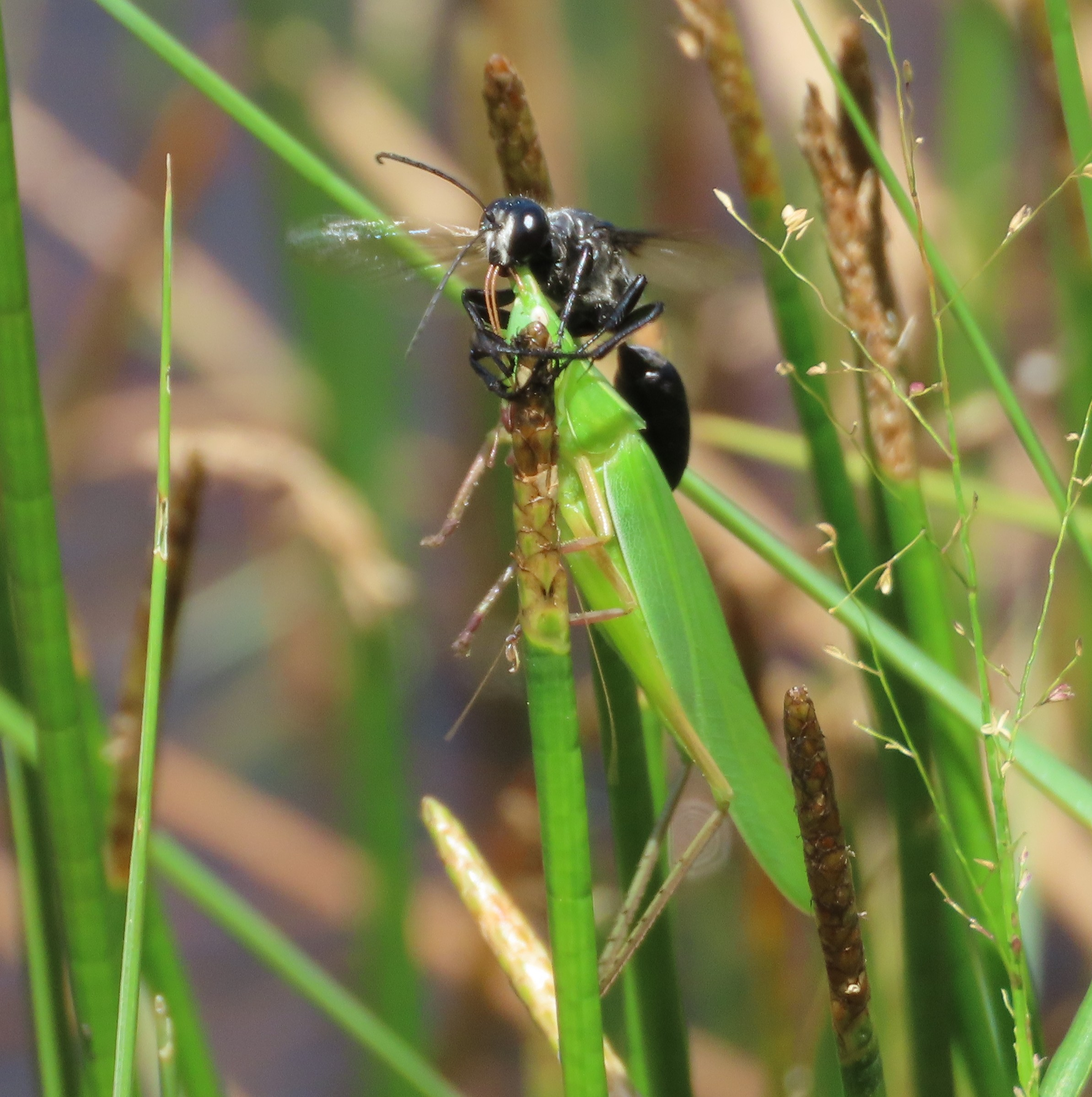
クビキリギスの触角をくわえて運ぶクロアナバチ
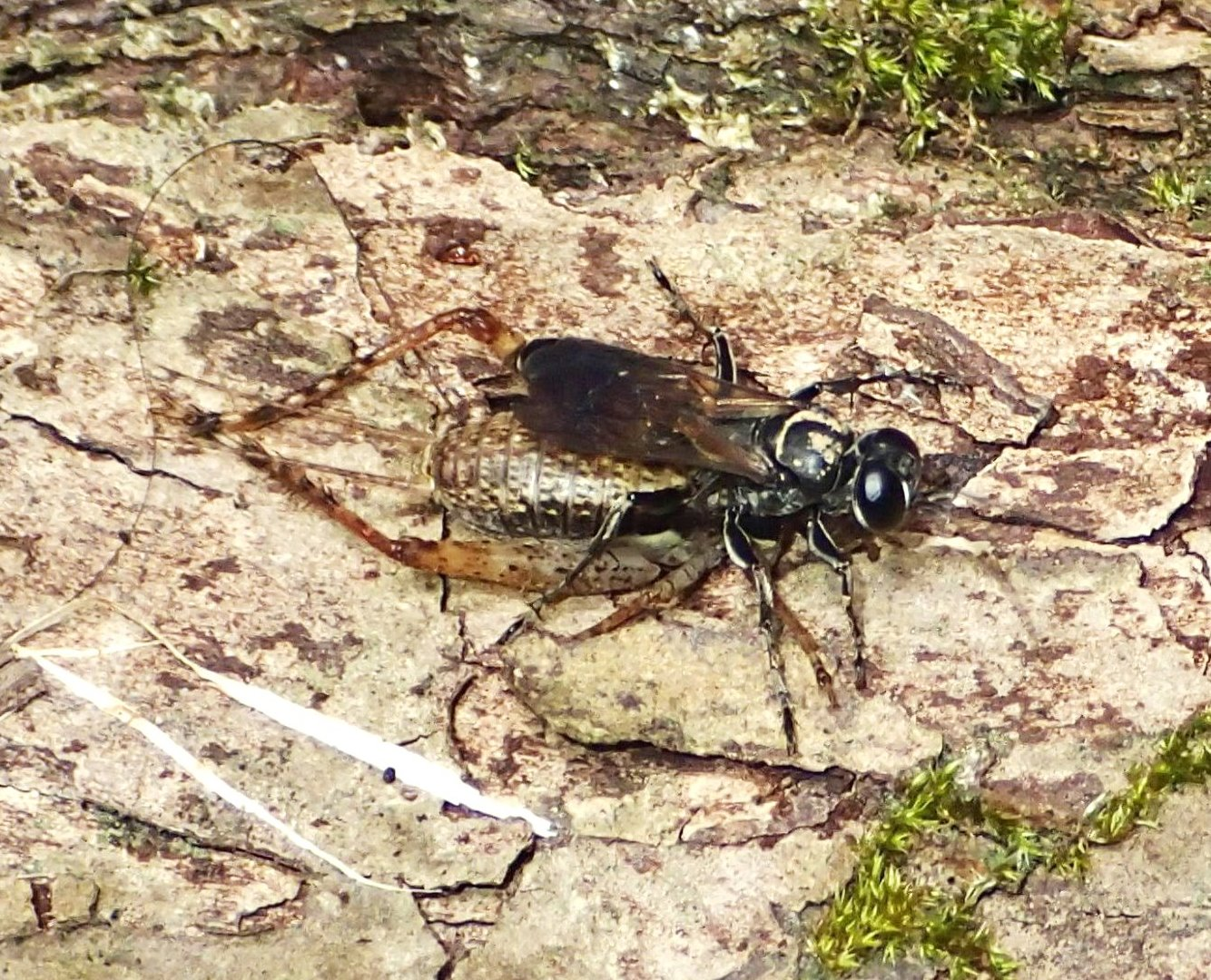
マダラコオロギの幼虫を運ぶコオロギバチ
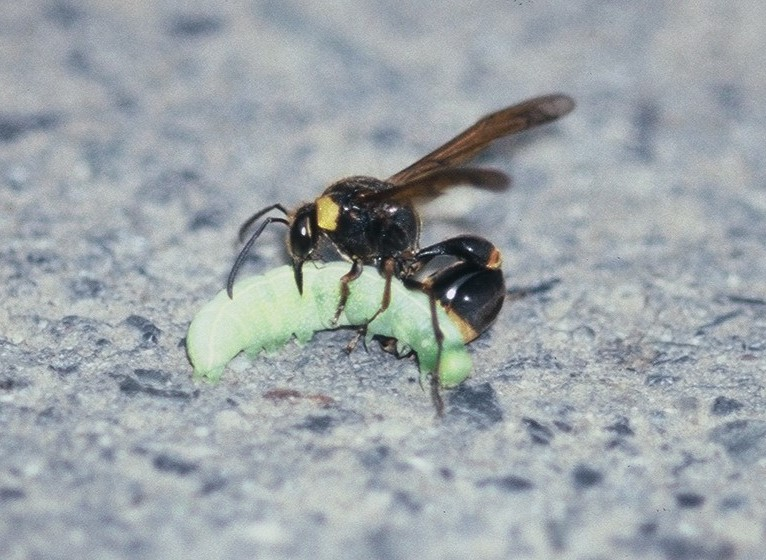
ガの幼虫を麻酔するスズバチ
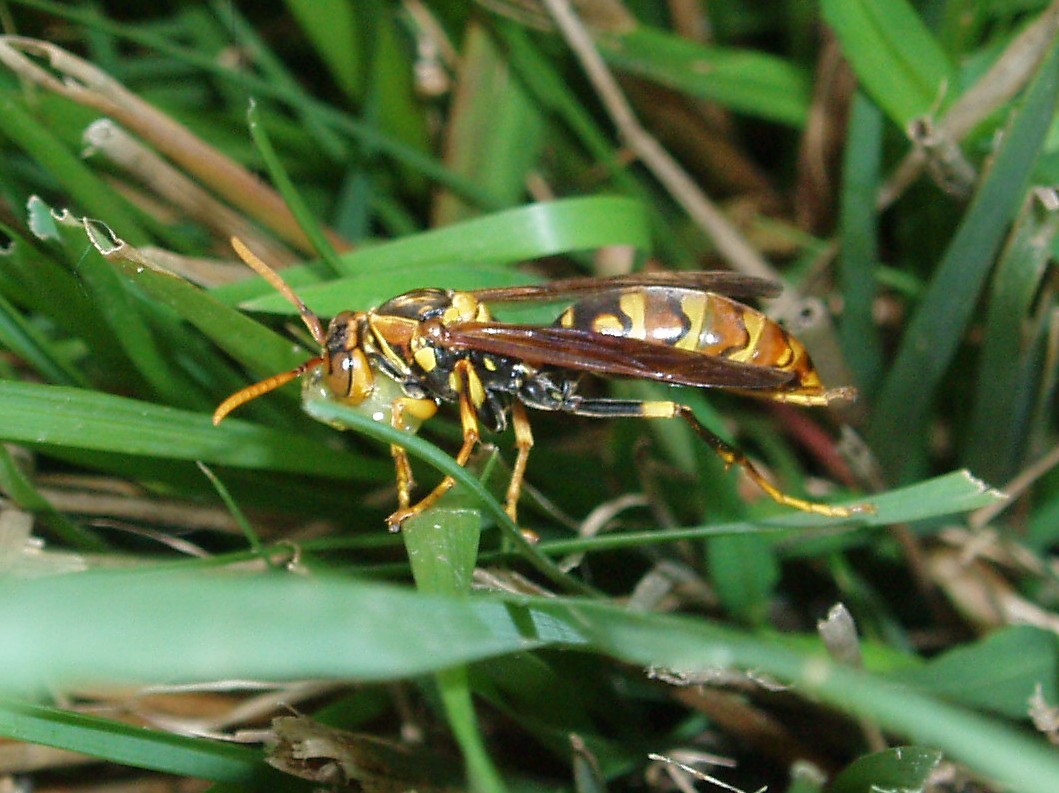
青虫を肉団子にするセグロアシナガバチ
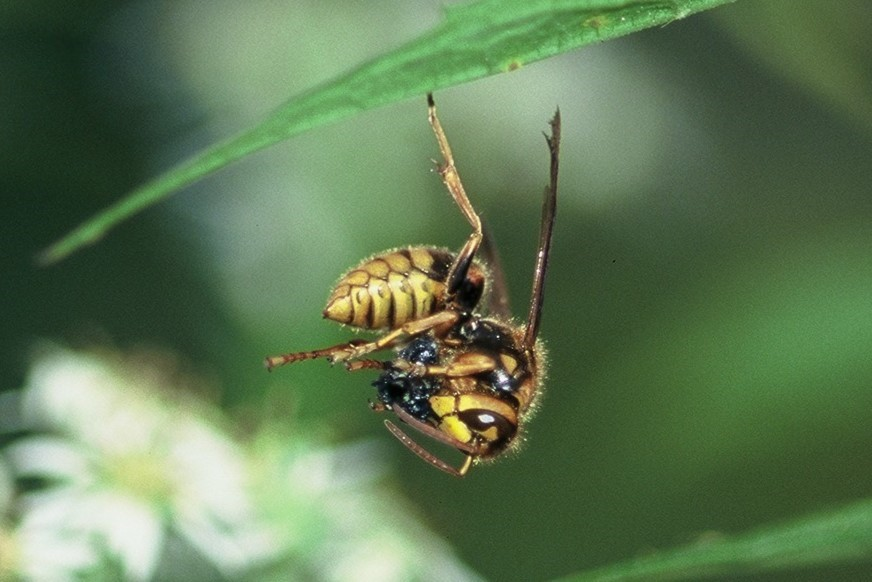
葉にぶら下がって羽虫を肉団子にしているキイロスズメバチ

## 「Wasp」の範囲

「Wasp」はハチ亜目の中からアリとハナバチ類を除いた側系統群である。

英語の「Wasp」はしばしば「狩りバチ」と訳されるが、「Wasp」はハチ目からハナバチ類（bee）とアリ（ant）とハバチ類（sawfly）を除いたグループの総称であり、有剣類からハナバチ類とアリを除いたグループである「（広義の）狩りバチ」とは範囲が異なる。（「Wasp」にはツノヤセバチ上科 Stephanoideaやヒメバチ上科 Ichneumonoidea、コバチ上科 Chalcidoideaなどの寄生バチや、ハバチ亜目のキバチ類(wood wasp)も含まれるが、「狩りバチ」には含まれない。）そのため「Wasp」に対応する日本語は厳密には存在しない。日本語に訳すときは「ハチ」とするのが無難である。
なお、「Wasp」がスズメバチと和訳される場合もあるが、日本語のスズメバチとはスズメバチ亜科のハチを意味するのが普通なので、その英文がスズメバチ亜科（広義ではスズメバチ科）のハチについて述べてないのであれば誤訳である。